# James Hubert Price

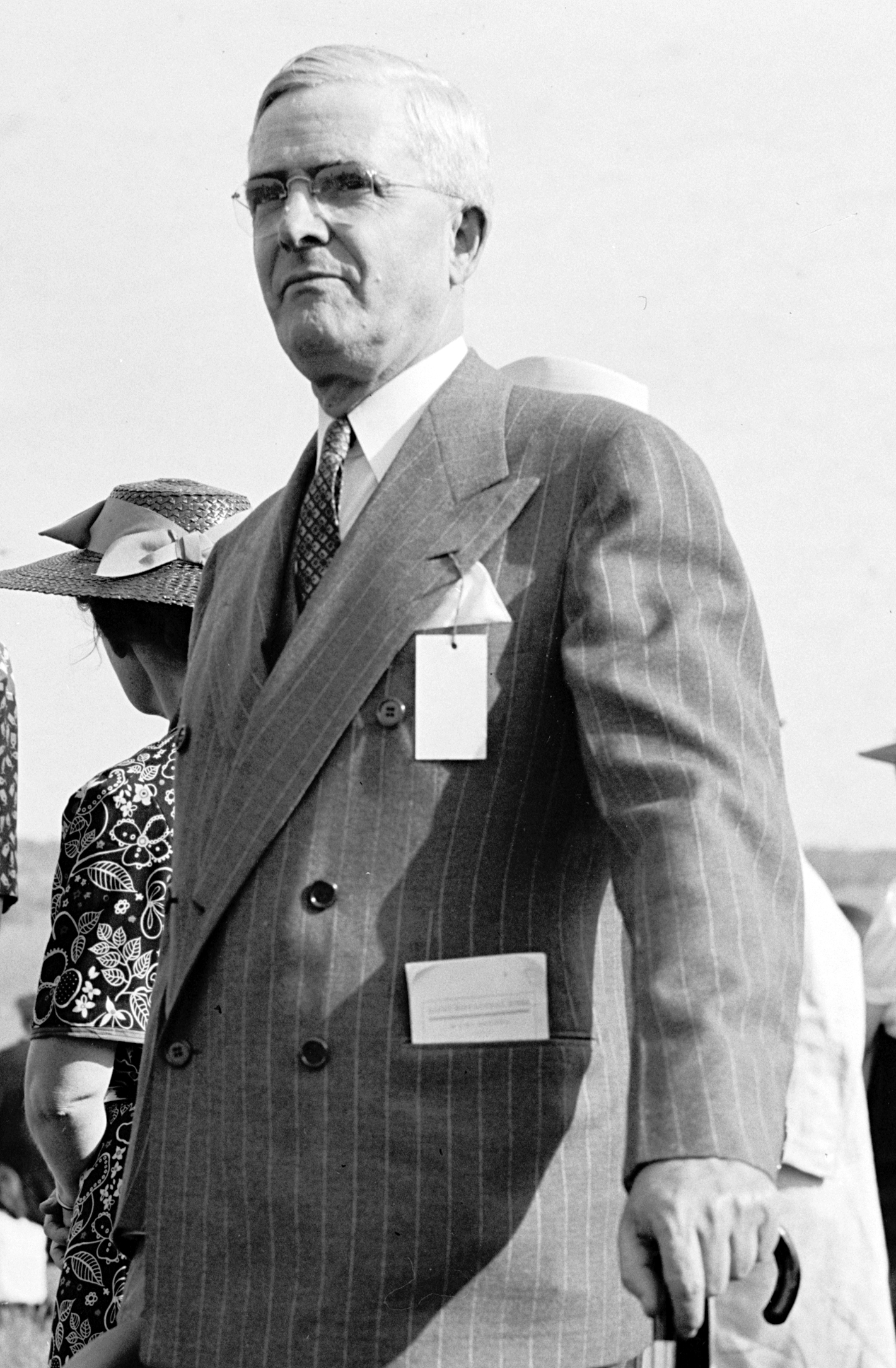
James Hubert Price

James Hubert Price, född 7 september 1878 i Greenbrier County, West Virginia, död 22 november 1943 i Richmond, Virginia, var en amerikansk demokratisk politiker. Han var viceguvernör i delstaten Virginia 1930–1938 och Virginias guvernör 1938–1942.
Price avlade 1909 juristexamen vid Washington and Lee University. Han tjänstgjorde som viceguvernör i två mandatperioder innan han blev guvernör. På den tiden var det ovanligt att en politiker i Virginia lyckades bli guvernör utan stöd från Harry F. Byrd som var en betydande politisk boss men Price lyckades i sin kampanj utan stöd från den inflytelserika senatorn.
Price efterträdde 1938 George C. Peery som Virginias guvernör och efterträddes 1942 av Colgate Darden. Price avled 65 år gammal 1943 och gravsattes på Thornrose Cemetery i Staunton.